# (73222) 2002 JB25
(73222) 2002 JB25 – planetoida z pasa głównego asteroid okrążająca Słońce w ciągu 4,34 lat w średniej odległości 2,66 j.a. Odkryta 8 maja 2002 roku.